# Miriodor
Miriodor ist eine kanadische AvantProg-Fusion-Band aus Montreal. Sie hat seit 1986 acht Alben veröffentlicht und verbindet in ihrer fast ausschließlich instrumentalen Musik Progressive Rock, Jazz und Elemente aus Kammer- und Volksmusik.

## Bandgeschichte
Miriodor wurde 1980 von Pascal Globensky (Keyboard, akustische Gitarre) und dem Multi-Instrumentalisten François Émond (Keyboard, Violine, Klarinette, Flöte) in der Stadt Québec gegründet. Die Band wuchs mit Rémi Leclerc (Schlagzeug), Sabin Hudon (Saxophon), Denis Robitaille (E-Gitarre, Bass, Gesang) und Marc Petitclerc (Keyboard) zu einem Sextett heran und veröffentlichte 1986 die selbstproduzierte Vinyl-LP Rencontres im Eigenverlag. Ebenfalls 1986 erschien die Kassette Tôt ou Tard. Sie bestand aus Stücken in Sextett- und Quartett-Besetzung, erstere erschienen 1998 auch als Bonus-Titel auf der CD-Wiederveröffentlichung von Rencontres, letztere 1993 auf der CD Miriodor.
1984 verlegten Globensky, Émond, Hudon und Leclerc ihren Wohnsitz nach Montreal, und Peticlerc und Robitaille verließen die Band. Nachdem sich 1987 auch Émond zurückgezogen hatte, veröffentlichte das verbleibende Trio 1988 bei Cuneiform Records die LP Miriodor und 1991 3è Avertissement / 3rd Warning.
Um 1994 trat E-Gitarrist und -Bassist Bernard Falaise der Band bei und ist seit dem Album Jongleries Élastiques (1996) auf allen Veröffentlichungen zu hören, seit Mekano (2001) wirkt außerdem Nicolas Masino an Bass und Keyboard mit. Ebenfalls seit Jongleries Élastiques sind jeweils verschiedene Gastmusiker an Miriodors Alben beteiligt, auf Parade (2005) zum Beispiel der schwedische Akkordeonist und Keyboarder Lars Hollmer, dessen Band Samla Mammas Manna 1978 am ersten Rock-in-Opposition-Festival mitgewirkt hatte.
2002 und 2003 traten Miriodor beim North East Art Rock Festival NEARfest in Pennsylvania, USA auf. Dabei entstanden 2002 die Aufnahmen für die Live-CD der Doppel-CD Parade + Live at NEARfest.

## Stil und Rezeption
Dave Lynch schrieb auf AllMusic: „Bei ihrer Gründung konnten Miriodor auch als nordamerikanische Praktizierende des Rock in Opposition (RIO)-Stils angesehen werden, der von europäischen Bands wie Henry Cow, Etron Fou Leloublan, Débile Menthol begründet wurde – instrumentaler Progressive Rock mit dem erforderlichen technischen Geschick und Virtuosität, aber ohne das Pompöse, das besser bekannte Prog-Bands heruntergezogen hat“.
Achim Breiling schrieb auf den Babyblauen Seiten über das Album Jongleries Élastiques: „Man könnte die Musik als eine heitere, jazzige und weniger in der Neoklassik verwurzelte Variante des RIO-Kammerprog à la Univers Zéro ansehen. Leichtgewichtiger und weniger düster als die Belgier musizieren Miriodor hier, gleichzeitig aber auch etwas flotter und schwungvoller. Die Gruppe vereinigt verschiedene Stilrudimente – Volksliedhaftes, Jazz, Rock, Impressionistisch-Klassisches und auch kirmesartige Elemente – zu einer recht eigenen, durchaus komplexen, dichten und anspruchsvollen, aber doch harmonischen und angenehmen Mischung. Gelegentliche schräge und fast heftige Ausbrüche und einige düstere Momente bilden die seltene Ausnahme von der Regel.“

## Diskografie
- 1986: Rencontres (LP), 1998 (CD mit Bonustiteln)
- 1986: Tôt ou Tard (Kassette)
- 1988: Miriodor (LP), 1993 (CD mit Bonustiteln)
- 1991: 3è Avertissement / 3rd Warning
- 1996: Jongleries Élastiques
- 2001: Mekano
- 2005: Parade + Live at NEARfest
- 2009: Avanti!
- 2009: Live 89
- 2013: Cobra Fakir
- 2017: Signal 9